# Batman: Arkham Asylum
Batman: Arkham Asylum – przygodowa gra akcji z 2009 roku wyprodukowana przez Rocksteady Studios, wydana przez Eidos Interactive we współpracy z Warner Bros. Interactive Entertainment. Bazuje na komiksach wydawnictwa DC o Batmanie i została napisana przez Paula Diniego, wieloletniego scenarzystę historii o tym superbohaterze, czerpiącego z rozwijanego od kilkudziesięciu lat uniwersum. W ramach głównego wątku fabularnego Batman mierzy się ze swoim nemezis, Jokerem. Głosów większości głównych bohaterów użyczają aktorzy dubbingujący wcześniej te postacie w DC Animated Universe.
Wydarzenia przedstawione są z perspektywy trzeciej osoby, a Batman może swobodnie przemieszczać się po terenach zakładu psychiatrycznego Azyl Arkham, wykorzystując do tego walkę, skradanie się, umiejętności detektywistyczne i gadżety. Poza głównym wątkiem fabularnym gracz może angażować się w aktywności poboczne, odblokowując dodatkową zawartość i przedmioty do zebrania. Walka skupia się na łączeniu ataków w łańcuchy podczas potyczek z wieloma przeciwnikami i unikaniu obrażeń, podczas gdy skradanie się pozwala Batmanowi przemykać przez obszary niepostrzeżenie, jak również – w tym przy użyciu gadżetów i środowiska – po cichu eliminować wrogów.
Prace nad grą rozpoczęły się w maju 2007 roku z udziałem czterdziestoosobowego zespołu, a zakończyły się po około dwudziestu jeden miesiącach, z zespołem liczącym sześćdziesiąt osób. Inspirację dla gry stanowiły m.in. prace Neala Adamsa, Franka Millera i Granta Morrisona. Całość opracowana została na Unreal Engine 3, w trakcie produkcji przechodząc kilka zmian zarówno w rozgrywce, jak i w scenariuszu, wskutek czego z fabuły usunięto część wątków oraz niektórych przeciwników. Jeszcze przed ukończeniem gry rozpoczęto prace koncepcyjne nad jej kontynuacją.
Gra została wydana w sierpniu 2009 roku na konsole PlayStation 3 i Xbox 360, a miesiąc później na komputery osobiste z systemem operacyjnym Microsoft Windows. Spotkała się z pozytywnym przyjęciem ze strony krytyków, chwalących przede wszystkim narrację i walkę, oraz określających ją mianem jednej z najlepszych gier na podstawie komiksów w historii. Arkham Asylum zdobyło szereg wyróżnień i nagród branżowych, w tym m.in. dla najlepszej gry roku, trafiło również do Księgi rekordów Guinnessa. Gra doczekała się kilku reedycji: Game of the Year Edition (2010), wydania na komputery z systemem operacyjnym macOS (2011) oraz odświeżonej wersji na konsole ósmej generacji (2016). Jej sukces przyczynił się do zapoczątkowania serii gier, jak również franczyzy rozwijanej przez komiksy, gadżety i filmy.

## Opis

### Postacie
Akcja gry osadzona jest w fikcyjnym Azylu Arkham – położonym na wyspie Arkham u wybrzeży Gotham City szpitalu psychiatrycznym, w którym przetrzymywani są najgroźniejsi superzłoczyńcy. W grze pojawia się wiele postaci znanych z komiksów o Batmanie, a swoje role głosowe powtórzyło troje aktorów głosowych z serialu animowanego Batman. Kevin Conroy dubbinguje Batmana, Mark Hamill jego nemezis Jokera, z kolei Arleen Sorkin użycza głosu Harley Quinn, pomocniczce i dziewczynie Jokera. Batmanowi zdalnie pomagają Barbara „Wyrocznia” Gordon (Kimberly Brooks) i jej ojciec, komisarz policji James Gordon (Tom Kane).
Przemierzając Azyl, Batman musi zmierzyć się z kilkoma superprzestępcami: nienawidzącym go Bane’em (Fred Tatasciore), seryjnym zabójcą Victorem Zsaszem (Danny Jacobs), będącym metaczłowiekiem Zabójczym Krokiem (Steve Blum), kontrolującą rośliny Trujący Bluszcz (Tasia Valenza) oraz wywołującym koszmary Strachem na Wróble (Dino Andrade). Z Batmanem kontaktuje się również Człowiek-Zagadka (Wally Wingert), rzucający mu wyzwanie polegające na rozwiązaniu licznych zagadek, które ukrył na wyspie. Inne postacie spotykane przez bohatera to naczelnik Azylu Quincy Sharp (również dubbingowany przez Kane’a), rodzice Batmana – Thomas i Martha Wayne’owie (Conroy i Valenza) – oraz strażnik Aaron Cash (Duane R. Shepard sr). W kilku miejscach pojawia się także zmiennokształtny Clayface, przybierający wygląd innych postaci, próbujący nabrać Batmana, żeby go oswobodził. W grze miał pojawić się Szalony Kapelusznik, jednak ostatecznie został z niej usunięty. Batman natrafia również na Scarface’a, lalki Brzuchomówcy oraz ciało Rā’s al Ghūla. Wspominane są również takie postacie jak Pingwin, Jack Ryder, Pan Freeze, Dwie Twarze, Kobieta-Kot i założyciel Azylu, Amadeusz Arkham, jednak nie pojawiają się one w grze osobiście.

### Fabuła

Logo Arkham

Po tym, jak Joker napada na ratusz w Gotham, zostaje złapany przez Batmana i zabrany do Azylu Arkham, gdzie tymczasowo przebywa wielu członków gangu Jokera, którzy zostali przeniesieni do zakładu po pożarze w więzieniu Blackgate. Uważając, że Joker pozwolił się złapać celowo, Batman towarzyszy mu w zakładzie. Plan Jokera wychodzi na jaw, kiedy Harley Quinn przejmuje kontrolę nad systemami bezpieczeństwa, a Joker – wspomagany przez skorumpowanego strażnika – ucieka w głąb Azylu, porywając komisarza Gordona. Joker grozi zdetonowaniem bomb ukrytych wokół Gotham City, jeśli ktoś spróbuje wejść do Arkham, zmuszając Batmana do działania w pojedynkę. Batman śledzi Quinn do placówki medycznej, żeby uratować Gordona, po drodze zostając wystawionym na działanie toksyny strachu Stracha na Wróble. Po zwalczeniu halucynacji odnajduje i pokonuje Quinn oraz ratuje Gordona. Joker prowadzi Batmana do Bane’a, na którym eksperymentowała pracująca w Arkham doktor Penelope Young. Joker uwalnia Bane’a, zmuszając Batmana do walki z nim, co daje Quinn szansę na ucieczkę. Po wygranej walce Mroczny Rycerz udaje się do ukrytej na wyspie batjaskini, żeby uzupełnić zapas swoich gadżetów.
Batman dowiaduje się, że Joker wrócił do Azylu, żeby dostać się do Young, która opracowuje formułę tytanu – silniejszej wersji jadu dającego siłę Bane’owi – mającego pomóc pacjentom przetrwać co bardziej forsowne terapie. Kiedy Young dowiedziała się, że jej badania potajemnie finansował Joker, chcący stworzyć armię superżołnierzy, odmówiła mu przekazania wyników, wobec czego ten opracował plan przedostania się do Azylu. Szukając Young, Batman niszczy formułę tytanu, a następnie ratuje doktor przed Victorem Zsaszem. Wybuch zabija Young, a Joker zdobywa gotowe już partie tytanu.
Quinn wypuszcza Trujący Bluszcz z jej celi w bloku więziennym, sama zostaje jednak uwięziona przez Batmana. Quinn przypadkowo ujawnia, że Joker urządził w ogrodach botanicznych Arkham zakład do produkcji tytanu. Po dotarciu na miejsce Batman odkrywa, że serum tworzone jest z genetycznie zmodyfikowanych roślin, a od Trujący Bluszcz dowiaduje się, że zarodniki potrzebne do stworzenia antidotum znajdują się wyłącznie w legowisku Zabójczego Kroka w kanałach pod Azylem. Joker wstrzykuje Bluszcz tytan, wzmacniając jej moce, przez co na wyspie zaczynają pojawiać się gigantyczne zmutowane rośliny. W drodze do Kroka Batman ponownie spotyka Stracha na Wróble i ściga go do kanałów, gdzie przestępca zostaje wciągnięty pod wodę. Batman odzyskuje niezbędne zarodniki i obezwładnia Kroka. Po powrocie do batjaskini udaje mu się zsyntetyzować tylko jedną dawkę antidotum, zanim kryjówka i znajdujący się w niej ekwipunek nie zostają zniszczone przez rośliny Bluszcz.
Batman wraca do ogrodów botanicznych i pokonuje Bluszcz, powstrzymując jej rośliny. Joker ogłasza, że przygotowania do jego przyjęcia zostały zakończone, a Batman udaje się do centrum dla odwiedzających, żeby się z nim skonfrontować. Joker ujawnia, że schwytał Gordona i strzela do niego strzałką z tytanem, jednak trafia ona w Batmana chcącego uratować komisarza. Batman próbuje oprzeć się przemianie, a zdenerwowany Joker przyjmuje zbyt dużą dawkę serum, mutując w ogromnego potwora. Batman używa na sobie antidotum i pokonuje Jokera oraz zbirów. Osoby będące pod wpływem tytanu zaczynają wracać do swoich normalnych postaci, a Joker zostaje aresztowany przez policjantów, którym udaje się odzyskać kontrolę nad Arkham. Batman podsłuchuje rozmowę telefoniczną w sprawie przestępstwa z udziałem Dwóch Twarzy i wraca batwingiem do Gotham City. W scenie po napisach końcowych płynącą po oceanie ocalałą skrzynię z tytanem chwyta wyłaniająca się z wody ręka – Zabójczego Kroka, Stracha na Wróble lub Bane’a.

## Rozgrywka
Batman: Arkham Asylum jest przygodową grą akcji z perspektywą trzeciej osoby. Grywalna postać jest widoczna na ekranie, a kamerą wokół niej można swobodnie obracać. Gracz kontroluje Batmana przemierzającego Azyl Arkham – placówkę o zaostrzonym rygorze u wybrzeży Gotham City, w której osadzani są szaleni przestępcy. Początkowe obszary gry są liniowe i służą za samouczek ruchów i możliwości, jakie ma do dyspozycji gracz. Po wyjściu na wyspę możliwe jest swobodne przemieszczanie się po niej, chociaż niektóre obszary pozostają niedostępne do momentu osiągnięcia odpowiedniego punktu w fabule. Batman może biegać, skakać, wspinać się, kucać i szybować z wysokości wykorzystując pelerynę swojego stroju, jak również używać wyrzutni haków, żeby dostać się w niżej bądź wyżej położone miejsca.
Gracz może włączyć „tryb detektywa” – tryb wizualny zapewniający dodatkowe informacje, w którym na świat zostaje nałożony niebieski filtr. W trybie tym przedmioty, z którymi można wejść w interakcję (jak chociażby osłabione ściany czy kratki wentylacyjne) zostają wyróżnione innymi kolorami, wyświetlana jest informacja o liczebności wrogów i ich statusie (np. o tym, czy są świadomi obecności Batmana), zaznaczane są również osoby postronne i zwłoki. W trybie tym postać podąża również za odciskami stóp, analizuje zapachy i rozwiązuje łamigłówki.
Do dyspozycji Batmana oddano kilka gadżetów, z których większości można używać zarówno do eksploracji, jak i do walki. Do tymczasowego ogłuszania wrogów bądź aktywowania zdalnych urządzeń wykorzystać można batarangi; zdalnie sterowaną wersję tego gadżetu można kontrolować po rzuceniu nim, z kolei batarang soniczny umożliwia przyciągnięcie uwagi określonych przeciwników bądź zdetonowanie go, żeby pozbawić ich przytomności. Za pomocą wybuchowego żelu można wysadzać osłabione ściany bądź podłogi, a dzięki możliwości zdalnego zdetonowania ładunku możliwe jest wykorzystanie go do powalania przeciwników odłamkami wysadzonych obiektów. Pazur – wyrzutnia z zaczepem – wykorzystywany jest do usuwania oddalonych obiektów, jak chociażby kratki wentylacyjne, oraz do przyciągania przeciwników. Deszyfrator sekwencyjny umożliwia obchodzenie paneli zabezpieczających, uzyskiwanie dostępu do nowych przejść oraz dezaktywowanie systemów zabezpieczających Azyl. Niektóre obszary są dla Batmana niedostępne do momentu zdobycia odpowiedniego gadżetu pozwalającego obejść stojące mu na drodze przeszkody. Gracz zachęcany jest do eksplorowania świata gry również poza głównym wątkiem fabularnym, żeby podejmować się wyzwań pozostawionych przez Człowieka-Zagadkę. Część wyzwań polega na zebraniu pozostawionego przez niego trofeum, inne to zagadki, które można rozwiązać stojąc w odpowiednim miejscu i skanując je w trybie detektywa. Poza wyzwaniami Człowieka-Zagadki, w grze znaleźć można również m.in. taśmy z wywiadami przeprowadzanymi z osadzonymi w zakładzie czy tajemnicze wiadomości pozostawione przez Amadeusza Arkhama, przedstawiające mroczną historię placówki. Za rozwiązywanie zagadek i znajdowanie przedmiotów do zebrania gracz nagradzany jest punktami doświadczenia i dodatkową zawartością, w tym mapami wyzwań pozwalającymi sprawdzić swoje umiejętności w walce, biografiami postaci czy ich trójwymiarowymi modelami.
Podczas przemierzania wyspy poza głównym wątkiem fabularnym, w obszarach opanowanych przez przeciwników gracz może przemykać pomiędzy nimi niepostrzeżenie bądź wdać się z nimi w bezpośrednią walkę. Na potrzeby gry opracowano system walki „Freeflow”, opierający się na trzech głównych przyciskach: ataku, ogłuszeniu i kontrze. Umożliwia on Batmanowi szybkie przemieszczanie się pomiędzy przeciwnikami i łączenie ataków w kombinacje aż do momentu powalenia wszystkich. Łączenie ze sobą trzech głównych umiejętności pozwala Batmanowi doskakiwać do kolejnych wrogów i unikać ciosów. Im większy wskaźnik kombinacji, tym szybsza i bardziej zwinna staje się postać, a do jej dyspozycji oddane zostają ataki specjalne, takie jak chociażby rzut czy natychmiastowe powalenie przeciwnika. Za udział w walkach Batman jest nagradzany punktami doświadczenia, których może użyć do odblokowywania gadżetów, dodatkowych ruchów i ulepszeń zdrowia. Wyższe kombinacje, zastosowanie większej liczby ruchów i unikanie obrażeń nagradzane jest dodatkowymi punktami. Atak przeciwnika sygnalizowany jest przez ostrzegawczą ikonkę wskazującą możliwość wykonania kontrataku. Do pokonania niektórych wrogów konieczne jest zastosowanie innej taktyki, np. nożowników należy najpierw ogłuszyć, z kolei inni podatni są na ataki zza placów. Część wrogów wyposażona jest w broń palną, zadającą Batmanowi znaczne obrażenia. Wrogowie reagują na eliminowanie ich sojuszników, co zwiększa ich poziom przerażenia i zmienia ich zachowanie, np. zmuszając do obrania innych tras patrolowych, co wymusza na graczu dostosowanie się do zmieniającej się sytuacji. Podczas walki otrzymywanie obrażeń zmniejsza pasek zdrowia Batmana, jednak po jej zakończeniu jest on uzupełniany w pełni.
Podczas skrytego przemieszczania się postać może korzystać z taktyk drapieżnika, żeby wyrównać swoje szanse, w tym wykonywać ciche powalenia, atakować z wyżej położonych punktów, wabić przeciwników czy używać wybuchowego żelu. W niektórych obszarach korzystanie z takich taktyk jest konieczne, żeby nie zaalarmować zbirów Jokera, a tym samym zrealizować cel misji. W wielu miejscach pod sufitem znajdują się kamienne gargulce, które pozwalają Batmanowi na ukrycie się, a za pomocą haka postać może się pomiędzy nimi przemieszczać, dając jej przewagę wysokości i możliwość obserwowania przeciwników z góry. Batman może szybować z gargulców w stronę wrogów albo podwieszać ich pod nimi do góry nogami, jak również atakować z kratek wentylacyjnych na podłodze, chować się za rogami, ogłuszać przeciwników batarangami i używać wyrzutni haków do przyciągania ich.
Podczas rozgrywki odblokowywane są mapy wyzwań, niepowiązanych z główną fabułą, z kolei inne dostępne są jako opcjonalna zawartość do pobrania. Każda mapa stawia przed graczem określony cel do zrealizowania, jak chociażby wyeliminowanie fal wrogów czy eliminowanie przeciwników w trybie skradania się, pozostając niezauważonym. Metoda i różnorodność taktyk zastosowanych do zrealizowania celu przekłada się na wynik punktowy, zamieszczany następnie w rankingach i możliwy do porównania z wynikami innych graczy. Na PlayStation 3 dostępny jest dodatek z Jokerem jako grywalną postacią, który konfrontuje się ze strażnikami Azylu i komisarzem Gordonem. Joker dysponuje własnym zestawem ruchów i broni, takich jak chociażby broń palna, wybuchająca szczęka i okulary z rentgenem, pozwalające mu widzieć przeciwników przez ściany.
Na określonych platformach gra obsługuje silnik fizyki PhysX do stworzenia realistycznych i dynamicznych interakcji z przedmiotami w świecie gry. Po włączeniu tej funkcji w części pomieszczeń pojawiają się dym i mgła, które reagują na ruchy Batmana, aktywowana zostaje interakcja z papierami czy ulotkami, powierzchnie mogą zostać zarysowane, a niektóre elementy, jak chociażby bannery czy pajęczyny, zniszczone. Reedycja Game of the Year Edition umożliwia wyświetlanie obrazu anaglificznego, pozwalając na grę w formacie 3D na zwykłych telewizorach i ekranach przy wykorzystaniu standardowych anaglificznych okularów.

## Produkcja
Arkham Asylum zapowiedziano w sierpniu 2008 roku jako grę produkowaną przez brytyjskie studio Rocksteady Studios pod egidą Eidos Interactive i Warner Bros. Interactive Entertainment. Eidos nabył prawa do gry o Batmanie wiosną 2007, a po zapoznaniu się z prototypem mało znanego wtedy studia Rocksteady. W maju 2007 rozpoczęły się prace koncepcyjne, a właściwa produkcja ruszyła we wrześniu. Pod koniec roku DC Comics poprosiło Paula Diniego – scenarzystę m.in. serialu animowanego Batman z 1992 roku i komiksów Detective Comics – o napisanie fabuły do gry komputerowej o Batmanie. Dini uznał propozycję za interesującą, uważając, że niewiele dotychczasowych gier o tym bohaterze oferowało oryginalny pomysł, zamiast tego adaptując motywy z filmów czy telewizji. Dini spotkał się z Rocksteady – podczas spotkania stwierdzono, że jego pomysły na scenariusz pokrywają się z tym, co chce zaprezentować studio. Przed dołączeniem Diniego, Rocksteady rozważało pomysł osadzenia fabuły w Arkham, projektując ogromną posiadłość na wyspie, połączoną mostem z Gotham City. Chociaż nie skompletowano jeszcze obsady, to ze względu na miejsce akcji oczywistym wyborem był Joker, mający odgrywać znaczącą rolę. Gra i scenariusz powstawały razem, a podczas ich tworzenia brano pod uwagę ograniczenia mechaniki. Głównym celem studia było stworzenie gry, która na 8-10 godzin zaangażuje graczy – zwłaszcza tych niezainteresowanych postacią Batmana. Rocksteady korygowało Diniego, kiedy uznawano, że pisze zbyt dużo wątków fabularnych bądź zbytnio pogłębia motywacje postaci.
Tworząc grę, studio inspirowało się m.in. komiksami Neala Adamsa i Franka Millera, jako największą inspirację wymieniając jednak Azyl Arkham: Poważny dom na poważnej ziemi Granta Morrisona wydaną w 1989 roku. Producent Nathan Burlow jako dodatkową inspirację wymienia grę komputerową BioShock z 2007 roku, która miała wpływ na projekt narracji i atmosfery Arkham Asylum, z kolei reżyser Sefton Hill jako inspirację dla gadżetów i umiejętności, które można ze sobą łączyć i używać na różne sposoby, wymienił serie The Legend of Zelda i Metroid. Zespół odpowiedzialny za projekt gry wydzielił elementy, które w ich odczuciu definiują postać Batmana, a następnie wyolbrzymił je. Odrzucano pomysły, które stały w sprzeczności z tymi założeniami, z kolei innych ściśle przestrzegano. Jako jeden z takich elementów twórcy wymieniają zasadę Batmana odnośnie do niezabijania wrogów, co stanowiło dodatkowe wyzwanie, gra musiała być powiem zaprojektowana w taki sposób, żeby gracz miał pełną swobodę, nie negując jednak fundamentalnych pryncypiów postaci. Akcję osadzono w Azylu Arkham, ponieważ ograniczało to gracza do zamkniętego obszaru z kilkoma wrogami, podczas gdy osadzenie jej w otwartym mieście pozwoliłoby grającym otrzymać pomoc i zdystansować się od wrogów, np. poprzez powrót do batjaskini.
Zespół chciał odnieść się do ikonicznych aspektów franczyzy o Batmanie, stąd na wczesnym etapie prac zdecydowano o zatrudnieniu Conroya, Hamilla i Sorkin do powtórzenia ich ról z serialu animowanego Diniego jako Batmana, Jokera i Harley Queen. Podczas gdy Hamillowi przypadło w grze około tysiąca linii dialogowych, Conroy miał ich porównywalnie mniej. Po zobaczeniu modelu postaci Jokera z gry, Hamill postanowił zagrać tę postać jako bardziej mroczną i surową, zachowując jednak jego błazeńską i zabawną naturę. Chociaż grze znajdują się nawiązania zarówno do serialu animowanego, jak i komiksów, przedstawiona w niej fabuła nie kontynuuje żadnej wcześniejszej historii.
Produkcja gry zajęła około dwudziestu jeden miesięcy. W momencie jej rozpoczęcia zespół Rocksteady liczył czterdzieści osób, a w momencie ukończenia około sześćdziesięciu. Twórcy za jedno z największych wyzwań uznali system walki, który zmieniał się trzykrotnie. Pierwotnie opracowany został jako pełna rytmu gra akcji, następnie został przeniesiony do środowiska dwuwymiarowego, gdzie podczas bijatyk nakładały się na siebie kolorowe okręgi – ostatecznie to na tym modelu bazuje system walki. Walka została zaprojektowana w taki sposób, żeby była unikatowa dla Batmana, postawiono na prosty schemat kontrolowania postaci, żeby oddać łatwość, z jaką ta się porusza. Arkham Asylum stworzone zostało na Unreal Engine 3. Według Iana Livingstone’a, prezesa Eidos Interactive, jeden z twórców poświęcił dwa lata na programowanie peleryny Batmana, wykorzystując ponad siedemset animacji i efektów dźwiękowych, żeby zachowywała się ona realistycznie.
Początkowo planowano przedstawić w grze więcej postaci znanych z uniwersum Batmana, ostatecznie jednak zostały usunięte, ponieważ uznano, że nie pasują do historii. Przykładowo, Pan Freeze ma zupełnie inną motywację niż Joker, w odróżnieniu od Człowieka-Zagadki nie żywi osobistej urazy do Batmana i nie chce dowieść, że jest od niego lepszy, oraz nie dba o plany innych złoczyńców, dlatego porzucono pomysł umieszczenia go w grze. W środku labiryntu pod ogrodem opanowanym przez Trujący Bluszcz Batman miał napotkać Szalonego Kapelusznika urządzającego herbatkę, postać ta jednak została usunięta, ponieważ nie pasowała do tonu Arkham Asylum. Pierwotnie planowano umożliwienie graczowi prowadzenie batmobilu i batwingu, jednak stworzenie dla tych pojazdów osobnego schematu sterowania oraz segmentów, do których by pasowały, zajęłoby zbyt dużo czasu, wobec czego pojawiają się one w grze, jednak postać nie może zasiąść za ich sterami.
Na około siedem miesięcy przed ukończeniem gry studio zaczęło opracowywać koncepty potencjalnej kontynuacji – Batman: Arkham City. W biurze naczelnika Azylu Arkham ukryto sekretne pomieszczenie, w którym umieszczono wskazówki, projekty i grafiki koncepcyjne planowanej kontynuacji. Istnienie pomieszczenia zostało ujawnione przez Rocksteady dopiero pół roku po premierze Arkham City, ponieważ – wbrew oczekiwaniom studia – nie zostało one wcześniej odkryte przez fanów. Ścieżkę dźwiękową do gry skomponowali Ron Fish i Nick Arundel, później pracujący również przy Arkham City.

### Projekt

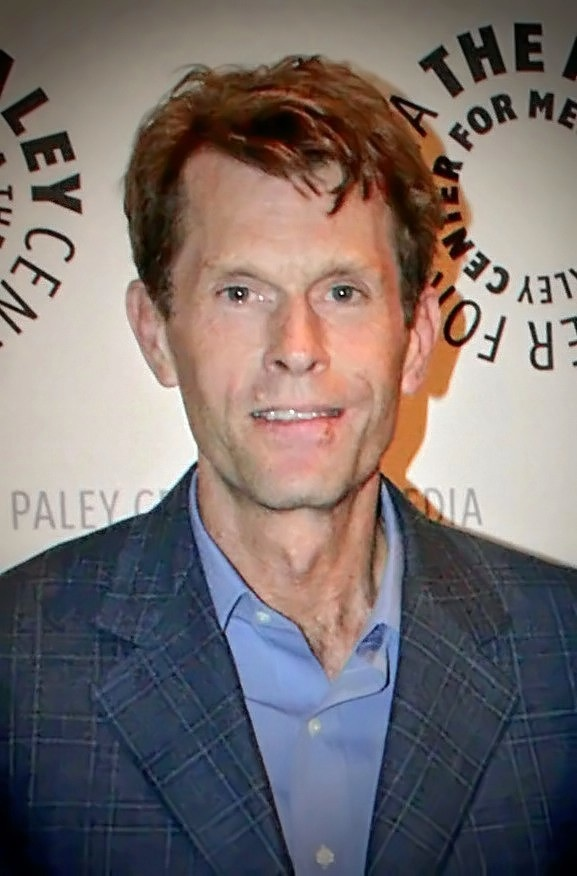
Kevin Conroy, aktor użyczający głosu Batmanowi (wrzesień 2010)

Podczas opracowywania ogólnej estetyki gry głównym celem studia było stworzenie projektu, który łączy w sobie komiks i realizm. Architektura środowiskowa i postacie miały być odpowiednio ekstrawaganckie, żeby pasować do uniwersum Batmana, ale jednocześnie potrzebowały realistycznych tekstur i detali. Drugim celem było odtworzenie mrocznych, gotyckich obrazów nieodłącznych dla cyklu o Batmanie, zwłaszcza Azylu Arkham, żeby jego struktura wydawała się tak szalona, jak ci, których w nim osadzono. Azyl został uznany za idealną lokalizację, ponieważ mógł pomieścić wielu wrogów Batmana.
Projekt Batmana był mocno inspirowany twórczością artysty komiksowego Jima Lee, który narysował Batmana jako silną, muskularną postać, mogącą brać udział w ciężkich walkach. Jego czarno-ciemnoszary kostium był oparty na nowoczesnych wersjach, zauważalne są w nim wpływy militarne i industrialny wygląd. Przed wybraniem ostatecznej wersji stroju powstało około trzynastu projektów koncepcyjnych. Graficy unikali odnoszenia się do filmowych interpretacji Jokera, ponieważ dysponowali licencją pozwalającą wyłącznie na czerpanie z komiksów. Wpływ na wygląd postaci miała powieść graficzna Alana Moore’a Batman: Zabójczy żart wydana w 1988 roku. Postać Harley Quinn przeszła drastyczną metamorfozę – zrezygnowano z czerwono-czarnego kostiumu i czapki błazna, które nosiła w komiksach i animacjach, zamiast tego przygotowano dla niej ubiór łączący w sobie elementy stroju pielęgniarki i szkolnego mundurka. Grafiki koncepcyjne do gry stworzyła należąca do Lee firma komiksowa WildStorm.
Projekty Azylu odeszły od komiksowych interpretacji, wedle których przedstawiany był jako duża rezydencja, a zamiast tego stworzono całą wyspę, inspirowaną lekko więzieniem Alcatraz, złożonej z wielu budynków, żeby zapewnić graczom większą różnorodność i eksplorację. Każdy budynek został zaprojektowany w innym stylu architektonicznym, żeby cały kompleks wydawał się wiarygodny, a każda lokacja otrzymała własną historię. Placówka medyczna została zainspirowana architekturą wiktoriańską, a jej metalowa konstrukcja miała wzbudzać grozę. Oddział intensywnej terapii charakteryzuje się estetyką gotycką i industrialną. Katakumby pod zakładem, inspirowane murarką z początku XX wieku i przemysłem wiktoriańskim, miały być przytłaczające. Skrzydło o zaostrzonym rygorze zostało zaprojektowane tak, żeby sprawiać wrażenie klaustrofobicznego i zostało ufortyfikowane na wzór bunkra, a rezydencja Arkham utrzymana została w stylu dojrzałego gotyku. Tam, gdzie było to możliwe, projektanci do środowiska wprowadzone zostały linie krzywe, takie jak drzewa czy rynny. Na potrzeby gry zaprojektowano łącznie czterdzieści pomieszczeń, trzydzieści cztery korytarze, trzy obszary zewnętrzne i trzy, w których rozgrywały się koszmarne halucynacje wywoływane przez Stracha na Wróble.
Żeby nadać obszarom życia, projektanci poziomów stworzyli je z prostych szablonów i kształtów, a gdy graficy koncepcyjni i dział artystyczny planowali stylistykę dla każdej takiej lokacji z osobna. Następnie graficy środowiska tworzyli trójwymiarowe szablony bazujące na projektach opracowanych przez wcześniejsze grupy. Jednym z problemów, jakie napotkali twórcy, byli dobranie odpowiedniej palety kolorów dla świata gry. Chociaż brązy i monochromatyczne kolory mogły podkreślić mroczną i ponurą atmosferę, studiu zależało na estetyce przypominającej żywe kolory z komiksów. W tym celu do oświetlenia w grze użyli nasyconych kolorów. Samo oświetlenie odgrywa w Arkham Asylum ważną rolę – zostało wykorzystane do wskazywania interesujących miejsc i przyciągania uwagi graczy w korytarzach, w których nie znajdowało się nic wartego uwagi. Żeby zachować zamierzony poziom szczegółowości przy jednoczesnym dostosowaniu go do pamięci konsol, każdy obszar był płynnie przesyłany strumieniowo do i z pamięci, żeby zwolnić ją na tekstury i geometrię. Dla wszystkich przerywników filmowych najpierw opracowano scenorysy, następnie na silniku gry stworzono ich prewizualizacje, a ostatecznie zostały one zarejestrowane przy użyciu technologii przechwytywania ruchu. Twórcy uznali, że przerywniki powinny być wykorzystywane do rozwijania relacji między bohaterami, a po każdym z nich powinien zmienić się cel postaci albo jej motywacja. Priorytetem studia było, żeby sceny akcji rozgrywały się z udziałem gracza, do minimum ograniczając przedstawianie ich w przerywnikach.

## Dystrybucja
Gra została wydana na platformy PlayStation 3 i Xbox 360 w sierpniu 2009, a na Microsoft Windows w połowie września. 26 marca 2010 w Europie wydano Batman: Arkham Asylum – Game of the Year Edition, z kolei w Ameryce Północnej reedycję tę wydano 11 maja. 3 listopada 2011 premierę miała wersja na macOS, opracowana przez studio Feral Interactive. W wersji przeznaczonej na Windowsy znalazło się zabezpieczenie antypirackie, które w nielegalnych kopiach gry powodowało różne błędy, m.in. uniemożliwiając Batmanowi szybowanie, co sprawiało, że postać nie mogła zrealizować celu zadania, tym samym uniemożliwiając ukończenie gry. Chociaż Arkham Asylum nie było pierwszą grą, w której zastosowano takie środki antypirackie, media branżowe szeroko opisywały je jako autorską metodę.
Poza standardowym wydaniem, gra doczekała się również edycji kolekcjonerskiej, zawierającą trzydziestosześciocentymetrową replikę batarangu, dodatkową płytę z materiałami zza kulis, czterdziestoośmiostronicową książkę w skórzanej oprawie opisującą osadzonych w Arkham oraz kod umożliwiający pobranie dodatkowej mapy wyzwań Crime Alley. U określonych sprzedawców po zakupieniu gry w przedsprzedaży można było otrzymać kod do pobrania mapy Dem Bones. Game of the Year Edition pierwotnie miała zostać wydana jedynie w Europie, Azji i Australii, w późniejszym czasie zdecydowano jednak o premierze również w Ameryce Północnej. Wydanie to zawierało grę, sześć (cztery w Ameryce Północnej) map wyzwań wydanych wcześniej jako zawartość do pobrania, obsługę efektów TriOviz 3D i dwie pary okularów 3D. W planach znajdowała się wersja na Nintendo Wii opracowywana przez Red Fly Studios, ostatecznie jednak prace nad nią porzucono.
18 października 2016 wydana została opracowana przez studio Virtuos reedycja Batman: Return to Arkham, przeznaczona na konsole PlayStation 4 i Xbox One. Zawierała ona Arkham Asylum i Arkham City ze wszystkimi wydanymi wcześniej dodatkami. Opracowana została na Unreal Engine 4, oferując ulepszoną grafikę, w tym modele postaci, tekstury, lepsze oświetlenie, efekty i shadery. Pierwotnie jej premiera planowana była na lipiec 2016, została jednak przełożona ze względu na konieczność doszlifowania jej.

### Zawartość do pobrania
W kwietniu 2009 zapowiedziano, że wyłącznie na PlayStation 3 wydany zostanie pakiet map wyzwań umożliwiających granie Jokerem. Po premierze gry wydano jeszcze dwa dodatkowe pakiety: Insane Night (17 września 2009) i Prey in the Darkness (23 października 2009). W Ameryce Północnej drugi z pakietów dostępny był wyłącznie na PlayStation 3.

### Marketing
6 sierpnia 2009 na PlayStation 3 (dzień później na pozostałych platformach) udostępniona została wersja demonstracyjna gry. Wersja przeznaczona na konsolę Sony pozwalała odblokować wirtualne mieszkanie w stylu batjaskini na platformie społecznościowej PlayStation Home. Północnoamerykańska sieć sklepów GameStop zorganizowała konkurs, w którym nagrodą było stworzenie więźnia Arkham wzorowanego na wyglądzie zwycięzcy. DC Direct wypuściło serię figurek wzorowanych na postaciach z gry.

## Odbiór
Gra spotkała się z pozytywnym przyjęciem ze strony krytyków. W agregatorze recenzji Metacritic średnia ocen Arkham Asylum wynosi, w zależności od platformy, 91-92%. Produkcja trafiła do Księgi rekordów Guinnessa jako „najlepiej oceniana przez krytyków gra superbohaterska w historii”, dopóki nie została pobita przez Arkham City.
Arkham Asylum uznawane jest za jedną z najlepszych gier o superbohaterach. Magazyn „Edge” stwierdził, że jest to „w pewnym sensie najlepsza stworzona współcześnie gra o superbohaterach”, Greg Miller z IGN nazwał ją „najwspanialszą grą komiksową wszech czasów”, a Dan Whitehead z „Eurogamer” nazwał ją „bezapelacyjną najlepszą grą superbohaterską”, dodając, że ma ona „wspaniałą grafikę, fascynującą fabułę i doskonałą grę głosową”. Dodał, że nawet bez kultowego superbohatera byłaby to dopracowana i wciągająca gra z fascynującą fabułą i wspaniałą grą głosową. Andy Kelly z „PlayStation 3 Magazine” napisał: „Rocksteady osiągnęło idealną równowagę, dając graczowi pewność siebie superbohatera, ale z wystarczającą liczbą słabości, żeby uczynić grę wymagającą”, dodając, że gra stanowi „niezwykłe osiągnięcie pod względem zbalansowania i projektu”. Chris Kohler z „Wired” stwierdził, że siła gry tkwi w trzymającym w napięciu scenariuszu i mistrzowskim aktorstwie, dzięki czemu coś, co mogło być typową grą stało się urzekające. Thierry Nguyen z 1UP.com przyznał grze ocenę A−, stwierdzając, że Rocksteady „udało się połączyć walkę, skradanie, opowiadanie historii i głosy z kreskówek w najlepszym cyfrowym symulatorze Batmana, jaki do tej pory powstał”.
Kilku recenzentów porównało Arkham Asylum do innych gier, w tym do BioShock ze względu na połączenie wyjątkowej przygody, umiejętnie osadzonej w świecie gry, z innowacyjnymi pomysłami; The Legend of Zelda ze względu na styl przygodowy; Metroid ze względu na układ świata oraz Resident Evil i Tomb Raider ze względu na klasyczną przygodę przygodową, która działa jako hybryda bijatyki, skradania się i platformówki.
Projekt świata gry i dbałość o szczegóły zostały ocenione pozytywnie przez krytyków. Andrew Reiner z „Game Informer” uznał, że wyspa Arkham charakteryzuje się hipnotyzującą atmosferą, będąc zarazem miejscem cudów i niewytłumaczalnego horroru. Miller określił ją odpowiednią mieszanką przerażającego i fajnego, docenił też stopniowe uszkodzenia kostiumu Batmana w miarę postępów w fabule, stwierdził jednak, że rozpikselowane prerenderowane przerywniki i problemy z synchronizacją ust bohaterów z wypowiadanymi słowami osłabiają wrażenie. Whitehead stwierdził, że ze względu na imponujące animacje Batman sprawia wrażenie żywego, ale zarazem otoczenie jest pozbawione życia i interaktywnych obiektów. Skrytykował fragmenty, w których logika postaci zatracała się na rzecz schematów właściwych dla gier komputerowych, jako przykład podając wielokrotne wykorzystywanie jako przeszkód trującego gazu czy podłóg pod napięciem.
System walki został dobrze przyjęty ze względu na prostotę jego implementacji, pozwalającą graczom efektywnie używać go bez uczenia się skomplikowanych kombinacji ruchów specjalnych, jak również ze względu na nacisk położony na płynność i synchronizację, żeby wyprowadzać płynne, pełne gracji i satysfakcjonująco brutalne ataki. Recenzenci stwierdzili, że walka pozostaje wystarczająco trudna dzięki obecności trudniejszych do pokonania wrogów, a dobre jej opanowanie daje wystarczającą motywację bez karania jednocześnie graczy, którzy się w niej nie odnajdują. Chwalono projekt skradania się i szeroką gamę dostępnych metod unieszkodliwiania przeciwników. Andy Robinson z „ Computer and Video Games” napisał, że jest to „skradankowa gra myślącego człowieka”. Część recenzentów wspominała o sposobie, w jaki wrogowie reagują strachem na eliminację swoich sojuszników, inni jednak krytykowali sztuczną inteligencję, która zbyt łatwo pozwalała Batmanowi na ucieczkę po wykryciu, oraz to, że oponenci byli nieświadomi obecności Batmana. Whitehead ocenił, że skradanie się nie jest tak satysfakcjonujące jak walka, argumentując to trudnościami w kontrolowaniu Batmana w walce na bliski dystans i niespójne działania kontekstowe.
Jednym z najczęściej krytykowanych aspektów Arkham Asylum były walki z bossami, które wielu recenzentów uznało za największą porażkę gry. Recenzenci stwierdzili, że opierają się ona na staromodnych, żmudnych i powtarzalnych schematach właściwych dla gier komputerowych, wymagających od gracza albo uczenia się i powtarzania monotonnych czynności – z których część, jak chociażby w przypadku walki z Bane’em, stosowało się już na pomniejszych przeciwnikach – albo na wyprowadzeniu powtarzalnego wzorca ataków na przeciwniku, który zabija Batmana jednym ciosem. Krytycy dość zgodnie uznali, że walki z bossami bardzo skutecznie niszczyły dobrze budowane napięcie. Ostateczną konfrontację z Jokerem określono mianem próżnej rozgrywki, a walkę z Zabójczym Krokiem jako nudną i zbyt długą, która w ogóle nie powinna znaleźć się w grze. Z drugiej strony, niemal jednogłośnie chwalono fragmenty, w których Batman znajduje się pod wpływem toksyny strachu Stracha na Wróble. Uznano je za jedne z najbardziej intelektualnych momentów w grze, w których bawiono się z czwartą ścianą, odwracano przyjętą narrację i manipulowano oczekiwaniami. Doceniono metatekstowe wpływy tych spotkań, porównując je do walki z Psycho Mantisem w Metal Gear Solid (1998) czy do Eternal Darkness (2002).
Główna obsada głosowa – w tym Conroy, Sorkin, Valenza i Wingert – została oceniona pozytywnie, jednak powszechne pochwały otrzymał Hamill, którego recenzenci chwalili za doskonałą tonację i wyczucie czasu podczas rechotania oraz obłędny występ, który skradł show. Według Nguyena, Joker wykreowany przez Diniego i Hamilla jest najlepszą inkarnacją tej postaci obok Zabójczego żartu i kreacji Heatha Ledgera w Mrocznym Rycerzu Christophera Nolana.

### Sprzedaż
W ciągu trzech tygodni od premiery sprzedano blisko dwa i pół miliona egzemplarzy gry, a do końca września 2009 – ponad dwa i pół miliona. Według NPD Group w Ameryce Północnej w ciągu pięciu dni od premiery sprzedano około 593 tys. kopii. Do grudnia 2009 wersja na PlayStation 3 sprzedała się lepiej o około 10 tys. sztuk od wersji na Xboksa 360, chociaż gry wydawane na wiele platform z reguły sprzedawały się wówczas lepiej na konsoli Microsoftu. Jako potencjalną przyczynę lepszej sprzedaży na urządzeniu Sony wskazywano przeznaczony wyłącznie na nią dodatek umożliwiający granie Jokerem. W pierwszym tygodniu sprzedaży Arkham Asylum zajęło dwa pierwsze miejsca na listach sprzedaży gier w Stanach Zjednoczonych, z kolei w Wielkiej Brytanii utrzymywało się na pierwszym miejscu przez dwa tygodnie (w zestawieniu ogólnym, bez podziału na platformy).

### Nagrody i wyróżnienia
Według Metacritic, Arkham Asylum – po uwzględnieniu ocen ze wszystkich platform – było czwartą najlepiej ocenianą grą 2009 roku, ex æquo z God of War Collection i Forzą Motorsport 3. Wersja na komputery osobiste zajęła w tym zestawieniu pierwsze miejsce wraz z Dragon Age: Początkiem i Street Fighter IV, wersja na Xboksa 360 trzecie (wraz z Forzą Motorsport 3), a wersja na PlayStation 3 piąte (wraz z FIF-ą 10 i Killzone 2).
Batman: Arkham Asylum znalazło się na liście najlepszych gier komputerowych 2009 roku według The A.V. Club (1. miejsce), CNet, „Time”, Eurogamer, CraveOnline (2. miejsce), Complex, IGN UK, Joystiq, „The Daily Telegraph” (3. miejsce), CBC News, „Wired” (4. miejsce), Gamasutrę, „Entertainment Weekly”, IGN Australia i „Game Informer” (5. miejsce). W latach następujących po premierze Arkham Asylum zostało ujęte w wielu rankingach, w tym m.in. na najlepszą grę wszech czasów (28. miejsce wg „Empire”, 91. miejsce według IGN), najlepszą grę na komputery osobiste (50. miejsce wg „PC Gamer”) czy na najlepszą grę na konsole siódmej generacji (20. miejsce wg Eurogamer, 22. według IGN). „The Guardian” uznał Arkham Asylum za 34. najlepszą grę komputerową XXI wieku, z kolei IGN umieścił koszmarne halucynacje Stracha na Wróble na 35. miejscu listy najbardziej niezapomnianych momentów z gier.
| Rok  | Nagroda                                        | Kategoria                                    | Nominowany                                    | Wynik     |
| ---- | ---------------------------------------------- | -------------------------------------------- | --------------------------------------------- | --------- |
| 2009 | Academy of Interactive Arts & Sciences         | Gra roku                                     | Batman: Arkham Asylum                         | nominacja |
| 2009 | Academy of Interactive Arts & Sciences         | Przygodowa gra roku                          | Batman: Arkham Asylum                         | nominacja |
| 2009 | Academy of Interactive Arts & Sciences         | Najlepszy scenariusz adaptowany              | Batman: Arkham Asylum                         | wygrana   |
| 2009 | Academy of Interactive Arts & Sciences         | Najlepsza animacja                           | Batman: Arkham Asylum                         | nominacja |
| 2009 | Academy of Interactive Arts & Sciences         | Najlepsza rola głosowa                       | Mark Hamill za rolę Jokera                    | wygrana   |
| 2009 | Academy of Interactive Arts & Sciences         | Najlepszy projekt gry                        | Batman: Arkham Asylum                         | wygrana   |
| 2009 | Academy of Interactive Arts & Sciences         | Najlepsza reżyseria gry                      | Batman: Arkham Asylum                         | nominacja |
| 2009 | Academy of Interactive Arts & Sciences         | Najlepsza muzyka oryginalna                  | Batman: Arkham Asylum                         | nominacja |
| 2009 | Spike Video Game Awards                        | Najlepsza przygodowa gra akcji               | Batman: Arkham Asylum                         | nominacja |
| 2009 | Spike Video Game Awards                        | Najlepsza grafika                            | Batman: Arkham Asylum                         | nominacja |
| 2009 | Spike Video Game Awards                        | Najlepszy głos                               | Arleen Sorkin za rolę Harley Quinn            | nominacja |
| 2009 | Spike Video Game Awards                        | Najlepszy głos                               | Mark Hamill za rolę Jokera                    | nominacja |
| 2009 | Spike Video Game Awards                        | Najlepsza gra na Xboksa 360                  | Batman: Arkham Asylum                         | nominacja |
| 2009 | Spike Video Game Awards                        | Gra roku                                     | Batman: Arkham Asylum                         | nominacja |
| 2009 | Spike Video Game Awards                        | Studio roku                                  | Rocksteady Studios                            | wygrana   |
| 2009 | National Academy of Video Game Trade Reviewers | Gra roku                                     | Batman: Arkham Asylum                         | wygrana   |
| 2009 | National Academy of Video Game Trade Reviewers | Animacja trójwymiarowa                       | Batman: Arkham Asylum                         | nominacja |
| 2009 | National Academy of Video Game Trade Reviewers | Projekt                                      | Batman: Arkham Asylum                         | nominacja |
| 2009 | National Academy of Video Game Trade Reviewers | Prowadzenie kamery na silniku gry            | Batman: Arkham Asylum                         | nominacja |
| 2009 | National Academy of Video Game Trade Reviewers | Projekt postaci                              | Batman: Arkham Asylum                         | wygrana   |
| 2009 | National Academy of Video Game Trade Reviewers | Projekt kontroli trójwymiarowej              | Batman: Arkham Asylum                         | wygrana   |
| 2009 | National Academy of Video Game Trade Reviewers | Projekt kostiumów                            | Batman: Arkham Asylum                         | wygrana   |
| 2009 | National Academy of Video Game Trade Reviewers | Reżyseria w grze komputerowej                | Batman: Arkham Asylum                         | nominacja |
| 2009 | National Academy of Video Game Trade Reviewers | Projekt gry                                  | Batman: Arkham Asylum                         | wygrana   |
| 2009 | National Academy of Video Game Trade Reviewers | Grafika / kwestie techniczne                 | Batman: Arkham Asylum                         | nominacja |
| 2009 | National Academy of Video Game Trade Reviewers | Oświetlenie / teksturowanie                  | Batman: Arkham Asylum                         | nominacja |
| 2009 | National Academy of Video Game Trade Reviewers | Montaż dźwięku w grze komputerowej           | Batman: Arkham Asylum                         | wygrana   |
| 2009 | National Academy of Video Game Trade Reviewers | Efekty dźwiękowe                             | Batman: Arkham Asylum                         | nominacja |
| 2009 | National Academy of Video Game Trade Reviewers | Aktor drugoplanowy w dramacie                | Mark Hamill                                   | wygrana   |
| 2009 | National Academy of Video Game Trade Reviewers | Wykorzystanie dźwięku                        | Batman: Arkham Asylum                         | wygrana   |
| 2009 | National Academy of Video Game Trade Reviewers | Scenariusz w dramacie                        | Batman: Arkham Asylum                         | nominacja |
| 2009 | National Academy of Video Game Trade Reviewers | Gra akcji                                    | Batman: Arkham Asylum                         | wygrana   |
| 2010 | BAFTA Video Games Awards                       | Akcja                                        | Batman: Arkham Asylum                         | nominacja |
| 2010 | BAFTA Video Games Awards                       | Osiągnięcie artystyczne                      | Batman: Arkham Asylum                         | nominacja |
| 2010 | BAFTA Video Games Awards                       | Najlepsza gra                                | Batman: Arkham Asylum                         | wygrana   |
| 2010 | BAFTA Video Games Awards                       | Gra roku magazynu „Game”                     | Batman: Arkham Asylum                         | nominacja |
| 2010 | BAFTA Video Games Awards                       | Rozgrywka                                    | Batman: Arkham Asylum                         | wygrana   |
| 2010 | BAFTA Video Games Awards                       | Muzyka oryginalna                            | Batman: Arkham Asylum                         | nominacja |
| 2010 | BAFTA Video Games Awards                       | Scenariusz                                   | Batman: Arkham Asylum                         | nominacja |
| 2010 | BAFTA Video Games Awards                       | Wykorzystanie dźwięku                        | Batman: Arkham Asylum                         | nominacja |
| 2010 | Game Audio Network Guild Awards                | Dźwięk roku                                  | Batman: Arkham Asylum                         | nominacja |
| 2010 | Game Audio Network Guild Awards                | Najlepsze dialogi                            | Batman: Arkham Asylum                         | nominacja |
| 2010 | Game Developers Choice Awards                  | Najlepszy projekt gry                        | Batman: Arkham Asylum, Sefton Hill i Ian Ball | wygrana   |
| 2010 | Game Developers Choice Awards                  | Najlepszy scenariusz                         | Batman: Arkham Asylum                         | nominacja |
| 2010 | Game Developers Choice Awards                  | Gra roku                                     | Batman: Arkham Asylum                         | nominacja |
| 2010 | Develop Awards 2010                            | Najlepsze wykorzystanie licencji lub marki   | Batman: Arkham Asylum                         | wygrana   |
| 2010 | Develop Awards 2010                            | Studio własne                                | Rocksteady Studios                            | wygrana   |
| 2010 | Złote Szpule                                   | Najlepszy montaż dźwięku w grze komputerowej | Batman: Arkham Asylum                         | nominacja |

## Kontynuacje i powiązane media
Udany debiut Arkham Asylum skutkował zapoczątkowaniem serii Batman: Arkham, a pierwsza kontynuacja – Arkham City – trafiła do sprzedaży w październiku 2011. Jej fabuła rozgrywa się około roku po wydarzeniach z Azylu Arkham i stanowi bezpośrednią kontynuację gry. Quincy Sharp, będący burmistrzem Gotham City, zostaje zmanipulowany przez Huga Strange’a do zamknięcia Azylu i więzienia Blackgate i przeniesienia osadzonych w obu zakładach do superwięzienia Arkham City, na które przekształcone zostają slumsy miasta. Batman trafia tam, odkrywając, że Joker umiera wskutek zażycia tytanu. W kontynuacji pojawia się kilka nowych postaci – poza Strange’em również Robin, Kobieta-Kot, Rā’s al Ghūl i Pan Freeze. Fabułę pierwszej i drugiej części spajał sześcioczęściowy komiks, również zatytułowany Batman: Arkham City, napisany przez Paula Diniego i z rysunkami Carlosa d’Andy. Trzecia część serii, Batman: Arkham Origins, opracowana przez WB Games Montréal, miała premierę w październiku 2013 i stanowiła prequel Arkham Asylum. Bezpośredni sequel Arkham City – Batman: Arkham Knight – został wydany w czerwcu 2015 i stanowił zwieńczenie sagi o Batmanie. Na rok 2022 planowany jest, również opracowywany przez Rocksteady, spin-off Legion Samobójców: Śmierć Lidze Sprawiedliwości, mający stanowić część serii.
Scenarzysta Grant Morrison stwierdził, że Arkham Asylum stanowiło dla niego inspirację dla komiksu Batman Incorporated, w którym chciał „uchwycić ducha gry”. Dodał, że „grając w nią po raz pierwszy w życiu naprawdę poczuł, jak to jest być Batmanem”.